# Хлебоприёмное
Хлебоприёмное (каз. Хлебоприёмное) — упразднённое село в Аккольском районе Акмолинской области Казахстана. Входило в состав Минского сельского округа.

## География
Село располагалось в восточной части района, на расстоянии примерно 96 километров (по прямой) к востоку от административного центра района — города Акколь.
Абсолютная высота — 279 метров над уровнем моря.
Ближайшие населённые пункты: село Байконыс — на востоке, село Сазды булак — на западе.

## История
В 1989 году село входило в состав Минского сельсовета Селетинского района, как — Минское ХПП (Минский хлебоприёмный пункт).
В периоде 1991—1998 годов:
- Минский сельсовет был преобразован в сельский округ в соответствии с реформами административно-территориального устройства Республики Казахстан;
- Минское ХПП был переименован и преобразован в село Хлебоприёмное;
- после упразднения в 1997 году Указом Президента Республики Казахстан от 28 февраля 1997 года № 3370 Селетинского района — село вместе с сельским округом было передано в административное подчинение Алексеевского района (позже переименованное в — Аккольский район Указом Президента Республики Казахстан от 14 ноября 1997 года № 3759 «О переименовании отдельных административно-территориальных единиц Акмолинской области и изменении их транскрипции»).

Постановлением акимата Акмолинской области от 10 декабря 2009 года № а-13-532 и решением Акмолинского областного маслихата от 10 декабря 2009 года № 4С-19-5 «Об упразднении и преобразовании некоторых населенных пунктов и сельских округов Акмолинской области по Аккольскому, Аршалынскому, Астраханскому, Атбасарскому, Енбекшильдерскому, Зерендинскому, Есильскому, Целиноградскому, Шортандинскому районам» (зарегистрированное Департаментом юстиции Акмолинской области 20 января 2010 года № 3344):
- село Хлебоприёмное было переведено в категорию иных поселений и исключено из учётных данных.

## Население
| 1989 | 1999 |
| ---- | ---- |
| 44   | ↘29  |

В 1989 году население села составляло 44 человека (из них казахи — 36 %, русские — 31 %).
В 1999 году население села составляло 29 человек (14 мужчин и 15 женщин).